# Boy Kill Boy
Boy Kill Boy je bivša britanska indi rok grupa iz periferije na istoku Londona koja je bila aktivna od 2004. do 2008. godine.

## Diskografija

### Studijski albumi
- (2006)
- (2008)

### Singlovi
- (2005)
- (2005)
- (2006)
- (reizdanje, 2006)
- (reizdanje, 2006)
- (2006)
- (2007)
- (2008)

## Spoljašnje veze
- Zvanična prezentacija (језик: енглески)
- Prezentacija na sajtu MySpace (језик: енглески)
- Zvanična prezentacija na stranicama izdavačke kuće Island Архивирано на веб-сајту  (22. август 2006) (језик: енглески)